# Vítanov
Obec Vítanov se nachází v okrese Chrudim v Pardubickém kraji. Leží 23 km jižně od Chrudimi a 2 km jihozápadně od Hlinska. Nachází se zde zastávka na železniční trati Pardubice – Havlíčkův Brod. Žije zde 477 obyvatel. Obec je spojená s pobytem českého krajináře Františka Kavána.

## Části obce
- Vítanov
- Stan

## Historie
První zmínka o obci je z roku 1353

## Galerie

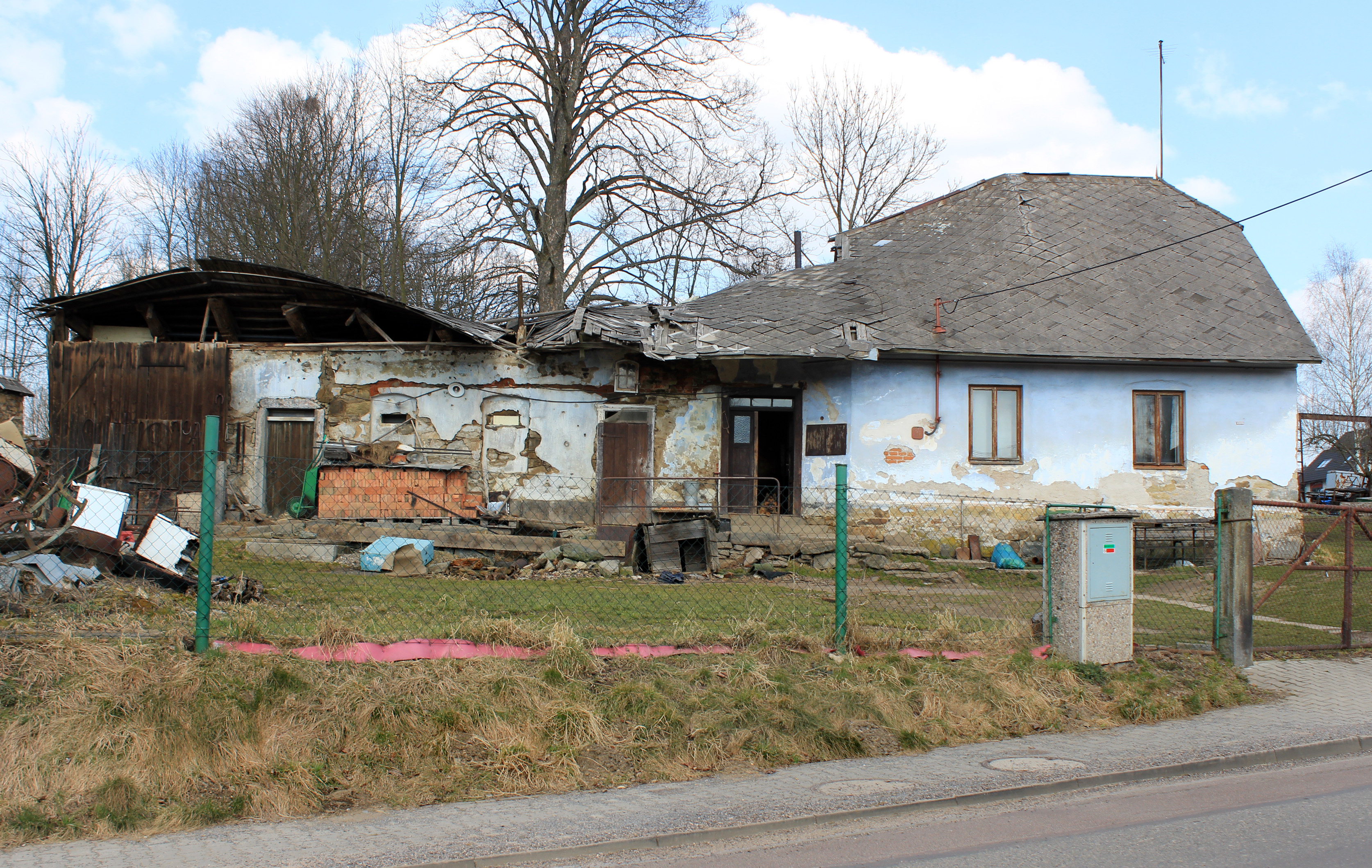
Jedna z ruin
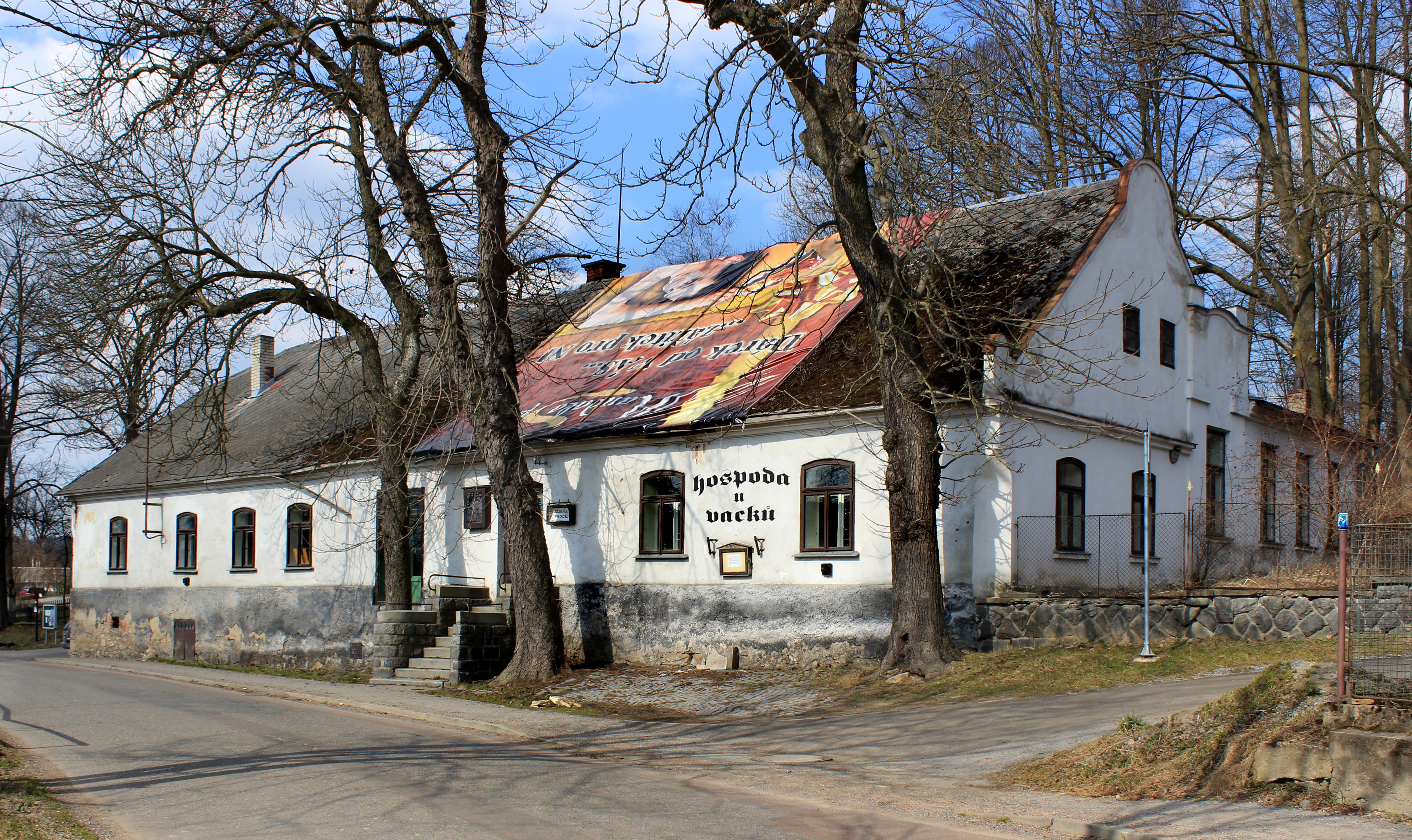
Bývalá hospoda
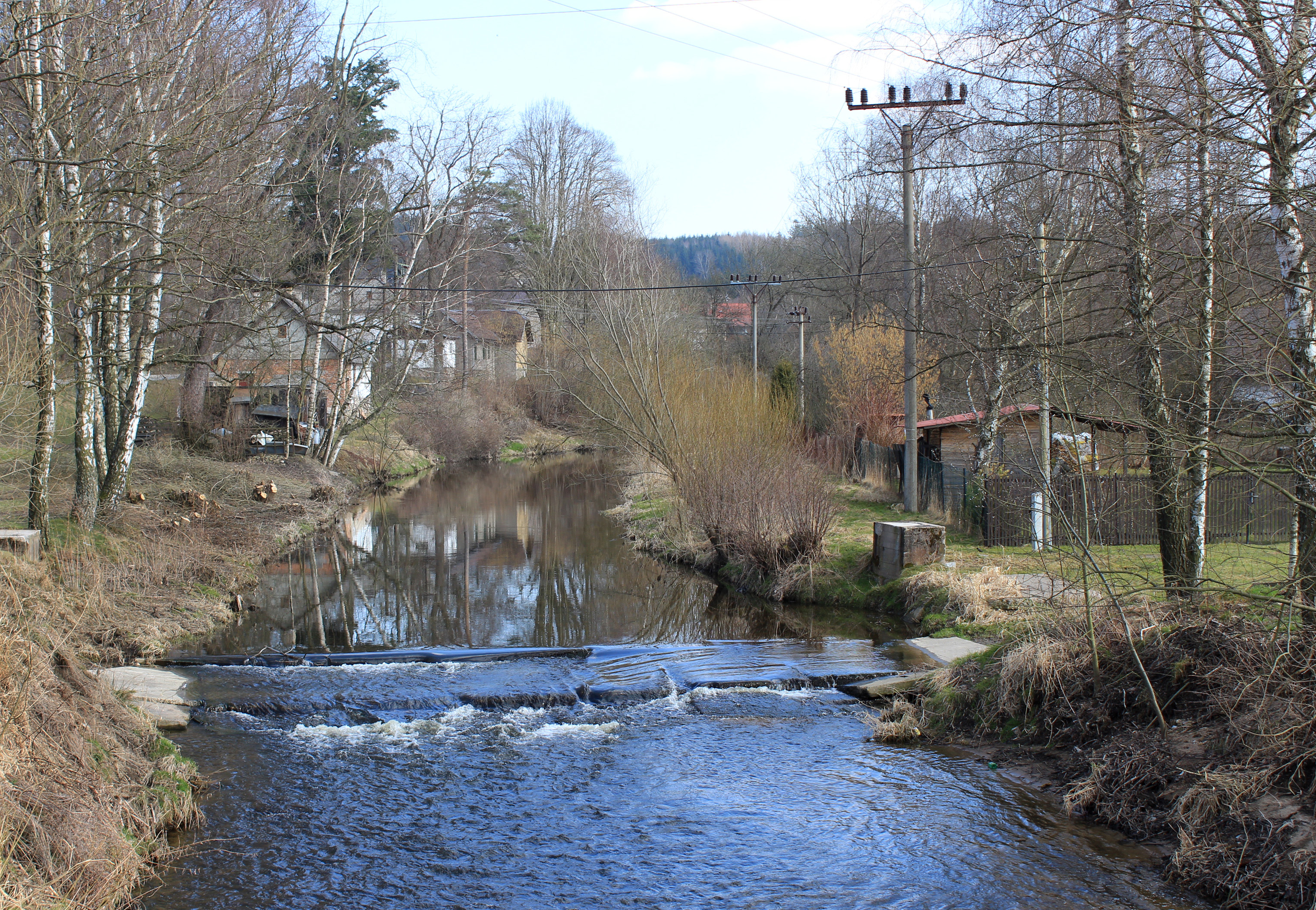
Chrudimka
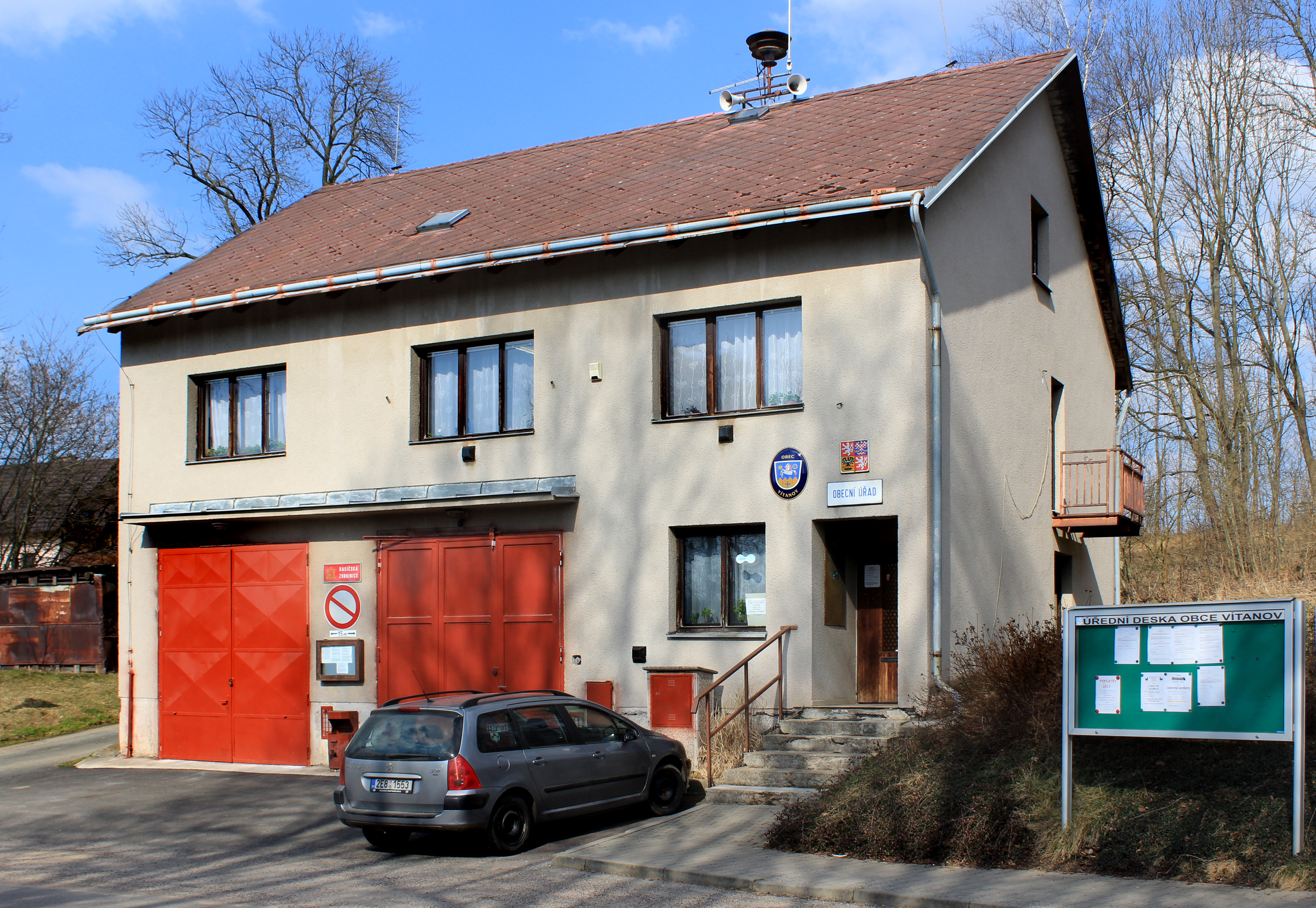
Obecní úřad Vítanov
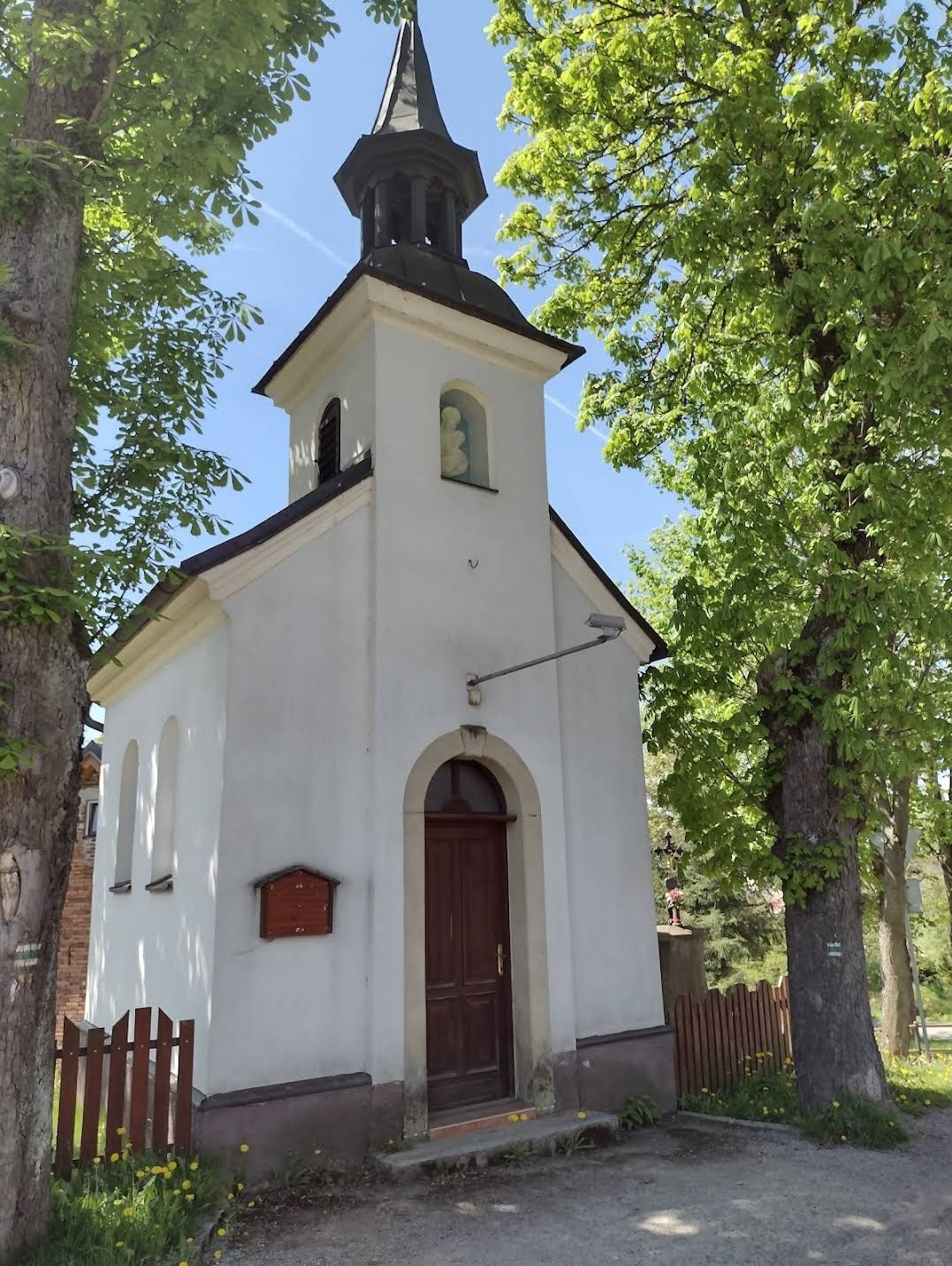
Kaplička svaté Anny Vítanov
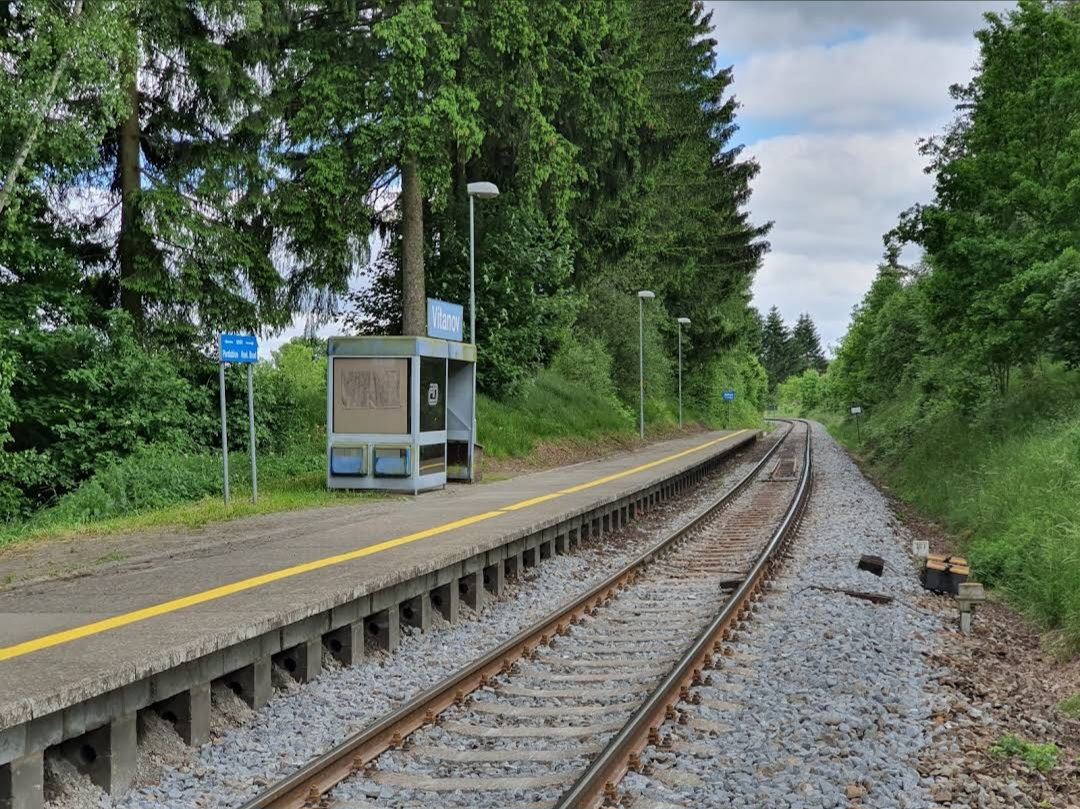
Železniční zastávka Vítanov